# Брезой (река)
Брезой (укр. Брезой, рум. Brezoaia) — левый приток реки Сарата, расположенный на территории Штефан-Водского района Молдавии и Тарутинского района Одесской области Украины. На топографической карте обозначена как один из двух рукавов реки Сарата.

## География
Длина — 15 км или 18 км (по территории Молдавии — 11,5 км, Украины — 6,5 км). Площадь водосборного бассейна — 78,6 км². Русло реки (отметки уреза воды) в среднем течении (южнее села Березоая) находится на высоте 62,0 м над уровнем моря. Долина частично с обрывистыми берегами, изрезана балками и промоинами. На реке в приустьевой части создано водохранилище.
Берёт начало восточнее села Опачь. Река течёт на юго-восток, изначально по территории Молдавии, затем пересекает государственную границу и течёт по территории Украины, далее дважды пересекает госграницу, и впадает в Сарату на территории Украины. Впадает в реку Сарата (на 106-м км от её устья) юго-восточнее села Александровка.
Населённый пункт на реке — Брезоая.